# Mr. Turner
Mr. Turner je britský film z roku 2014. Historické biografické drama o anglickém malíři J. M. W. Turnerovi (1775–1851) natočil podle vlastního scénáře Mike Leigh. Titulní postavu ztvárnil výrazný charakterní herec Timothy Spall, známý ovšem i z komerčních titulů jako Harry Potter (2001–2016) či Poslední samuraj (2004), jenž za tuto roli získal mimo jiné Zlatou palmu pro nejlepšího herce na festivalu v Cannes, kde měl film svou premiéru. Dále ve snímku hráli Dorothy Atkinson, Paul Jesson, Marion Bailey, Lesley Manville nebo Martin Savage.

## Děj
Film sleduje úsek posledního zhruba čtvrtstoletí Turnerova života. Začíná jeho návratem z Antverp domů do londýnského ateliéru, kde je očekáván svým otcem a hospodyní Hannah. „Tatuš“ William Turner starší jej ve všem podporuje, chystá mu plátna, nakupuje a připravuje barvy. Oproti tomu junior se ke svým dvěma dcerám i jejich matce nechová příliš vstřícně, když jej přijdou navštívit a předvést jeho čestvě narozenou vnučku. Raději před nimi prchá do Petworth House, honosného sídla lorda Egremonta, kde se může potkávat s dalšími výtvarníky, hudebníky, milovníky umění i členy Královské akademie. S pianistkou Cogginsovou si zde rád zazpívá „Didonin nářek“ od Henryho Purcella. Pak také vyjíždí parníkem dolů po Temži do pobřežního Margate, kde se inkognito pod jménem Mallord ubytuje u Sophie Boothové. 
Po jeho návratu do Londýna navštíví Turnerovy přírodovědkyně Mary Sommervillová, ukazuje jim experiment se světelným spektrem a obdivuje malířovo dílo. Zdravotní stav Turnera staršího se postupně zhoršuje a nakonec umírá. Jeho odchod syna citelně zasáhne, hospodyně jen stěží otcovu přítomnost nahradí, ačkoli ji malíř příležitostně využívá i sexuálně, zatímco chodí do nevěstince skicovat tamní mladé prostitutky a znovu vyráží také na výlety do Margate.
Film zachycuje také známou událost ze salonu Královské akademie roku 1832, kdy byla jeho mořská krajina s loděmi Helvoetsluys vyvěšena v galerii vedle poněkud výraznějšího výpravného plátna Otevření mostu Waterloo (The Opening of Waterloo) od Johna Constabla. Aby mdlé barvy svého díla osvěžil a svého rivala popudil, přimaloval doprostřed obrazu ostře červenou bójku. Tamtéž ovšem ztropí scénu také Turnerův umělecký přítel (a finanční dlužník) Haydon.

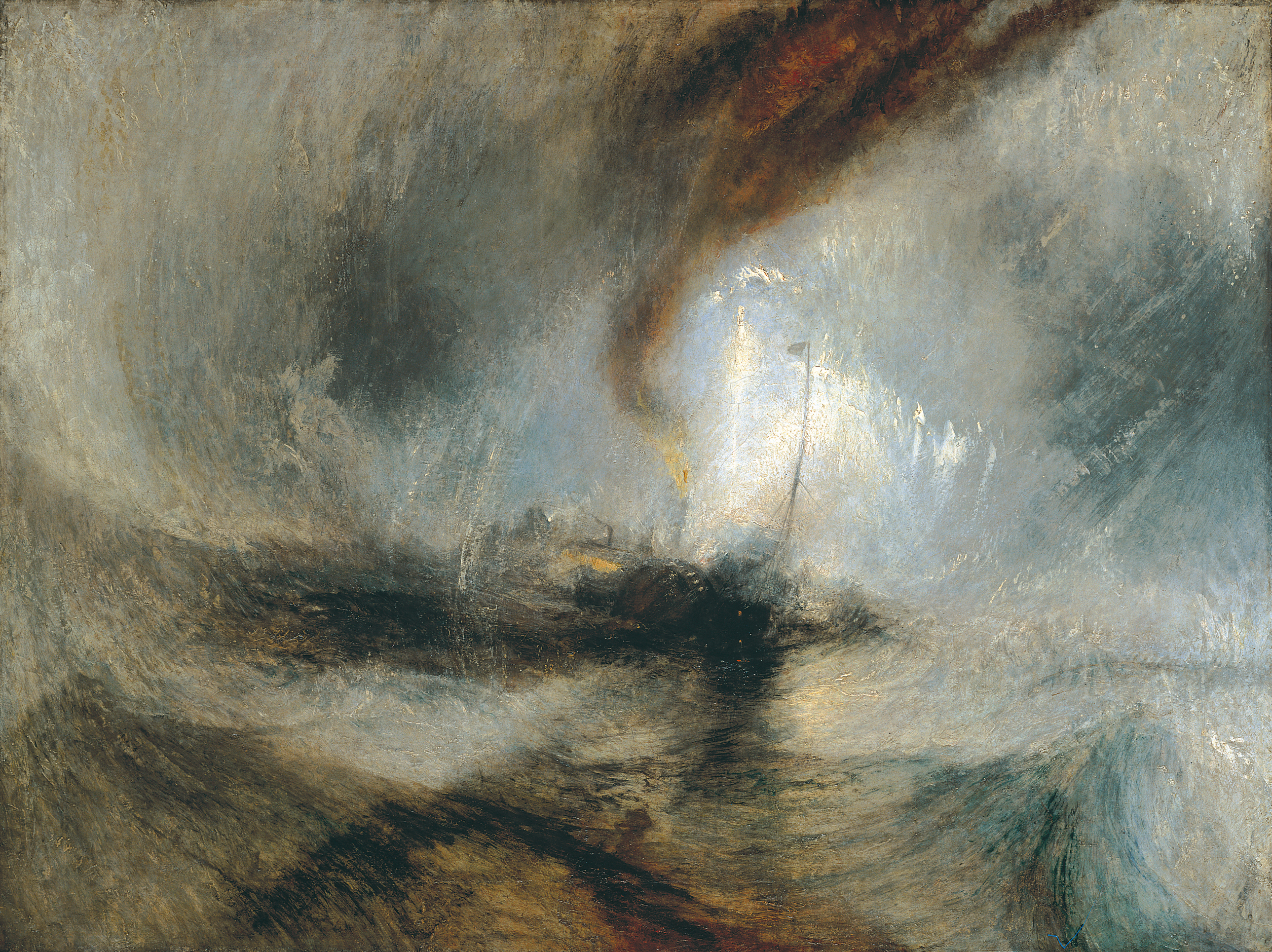
Turnerův obraz Sněhová bouře.

Turner znovu vyráží do Margate k již ovdovělé paní Boothové, s níž se čím dál více, i tělesně, sbližuje. Při jedné ze svých výprav na moře, kdy se nechá přivázat ke stěžni, aby mohl načerpat inspiraci pro svoji malbu sněhové bouře, si přivodí zánět průdušek a Sophia mu přivolá místního lékaře, doktora Price. Vznikne z toho však působivé dílo. Turnera navštíví John Ruskin se svým otcem a obdivují jeho malbu, kterou by rádi odkoupili. Později při společné procházce s paní Boothovou stihne malíře srdeční slabost a znovu přivolaný Price odhalí svoji znalost Turnerovy pravé totožnosti, přislíbí však plnou diskrétnost. Mezitím zesnula jeho z jeho dcer, Turner však projeví jen minimální soustrast. Sophia s ohledem na jeho množící se zdravotní potíže nabídne, že prodá svůj dům v Margate a přestěhuje se blíže k Londýnu, do Chelsea.
V Británii probíhá průmyslová revoluce a Turner i s dalšími umělci sledují technologický pokrok. Pohled na parník odvážející starou válečnou plachetnici Temeraire jej inspiruje k vytvoření obrazu Bojující Temeraire vlečena k poslednímu kotvišti k rozebrání (The Fighting Temeraire). Zatímco odmítne Haydonovu finanční splátku a velkoryse jeho dluh zahladí, na návštěvě u Ruskinových se účastní prázdného tlachání o angreštu i poněkud otravných rozprav nad uměním. V rozmachu parní železnice nachází další inspiraci pro další svůj slavný obraz Déšť, pára a rychlost (Rain, Steam and Speed). Když však navštíví Královskou akademii britská královna Viktorie se svým chotěm, princem Albertem, k Turnerovu pozdnímu impresionistickému dílu nenachází pochopení. Stejně tak lid, který se baví divadelní fraškou utahující si z jeho tvorby. Turner, který představení v divadle přihlížel, je otrávený a odebírá se čím dál častěji do Chelsea za paní Boothovou. Tu také přesvědčí k pořízení společného portrétního snímku u průkopníka fotografie Mayalla. Když dostane štědrou nabídku od úspěšného výrobce per Gillotta, který by rád odkoupil celou sbírku jeho umělecké tvorby, odmítne ji s tím, že raději přenechá své dílo veřejnosti.
Turnerovo zdraví se s postupujícím věkem dále horší a opět přivolaný doktor Price konstatuje, že jeho stav je již smrtelný. Hospodyně Hannah najde v kapse jeho kabátu dopis s adresou Chelsea a rozhodne se jej vyhledat, když však dorazí na místo, nenachází dost rozhodnosti a obrací se k odchodu. Turner ještě v návalu posledních sil a inspirace zachytí utonulou dívku, v péči Sophie Boothové a doktora Price však umírá. V jeho londýnském ateliéru zůstává opuštěná hospodyně Hannah.

## Postavy a obsazení
| Timothy Spall          | J. M. W. Turner, kontroverzní malíř, nikdy se neoženil, měl však dvě milenky, s první měl i dvě dcery, k otcovství se však nehlásil |
| Dorothy Atkinson       | Hannah Danbyová, oddaná hospodyně u Turnerových, trpěla kožní chorobou                                                              |
| Marion Bailey          | Sophia Boothová, dvakrát ovdovělá, Turnerova venkovská paní domácí a následně milenka                                               |
| Paul Jesson            | William Turner starší, holič, otec „Billyho“ Turnera, časně ovdovělý                                                                |
| Lesley Mansville       | Mary Sommervillová, přírodovědkyně a akvarelistka, přítelkyně Turnerových                                                           |
| Martin Savage          | Benjamin Robert Haydon, malíř, Turnerův přítel, věčně se potýkající s chudobou                                                      |
| Ruth Sheen             | Sarah Danbyová, Turnerova první milenka a matka dvou jeho dcer, provdaná za strýce hospodyně Hannah a již také ovdovělá             |
| David Horovitch        | dr. Price, Turnerův lékař z Chelsea                                                                                                 |
| Karl Johnson           | pan Booth, námořní kapitán, druhý manžel Sophie Boothové                                                                            |
| Peter Wight            | Joseph Gillott, bohatý výrobce per a mecenáš umění                                                                                  |
| Joshua McGuire         | John Ruskin, známý umělecký mecenáš a kritik, filozof, též sám kreslíř a akvarelista                                                |
| Stuart McQuarrie       | Ruskinův otec |
| Sylvestra Le Touzel    | Ruskinova matka |
| Leo Bill               | J. E. Mayall, průkopník fotografie                                                                                                  |
| Kate O'Flynn           | Eliza, mladá prostitutka, kterou Turner využil ke skicování                                                                         |
| Sinéad Matthews        | královna Viktorie, mladá panovnice                                                                                                  |
| Karina Fernandez       | slečna Cogginsová, pianistka |
| Richard Bremmer        | George Jones, malíř známý vojenskými tématy a bitevními scénami                                                                     |
| Mark Stanley           | Clarkson Stanfield, malíř námořních výjevů                                                                                          |
| Jamie Thomas King      | David Roberts, skotský malíř, známý svými orientálními tématy                                                                       |
| Tom Wlaschiha          | princ Albert, německý šlechtic a manžel královny Viktorie                                                                           |
| Patrick Godfrey        | Lord Egremont, mecenáš umění a vlastník sídla Petworth House                                                                        |
| Niall Buggy            | John Carew, irský sochař |
| Fred Pearson           | Sir William Beechey, přední anglický portrétista                                                                                    |
| Tom Edden              | C. R. Leslie, žánrový malíř |
| Clive Francis          | Sir Martin Archer Shee, irský portrétista                                                                                           |
| Robert Portal          | Sir Charles Eastlake, malíř a ředitel galerie                                                                                       |
| James Fleet            | John Constable, romantický malíř, krajinář                                                                                          |
| Nicholas Jones         | Sir John Soane, neoklasicistní architekt a sběratel umění                                                                           |
| Roger Ashton-Griffiths | Henry William Pickersgill, portrétista                                                                                              |
| Simon Chandler         | Sir Augustus Wall Callcott, krajinář                                                                                                |
| Edward de Souza        | Thomas Stothard, malíř a rytec |
| Oliver Maltman         | divadelní herec |
| Sam Kelly              | divadelní herec |